# Fernando Braga
Fernando Braga (ur. 9 lipca 1958 w Buenos Aires) – włoski szachista i trener szachowy (FIDE Trainer od 2012) pochodzenia argentyńskiego, mistrz międzynarodowy od 1983 roku.

## Kariera szachowa
W 1978 wystąpił w drugiej drużynie Argentyny na olimpiadzie w Buenos Aires, natomiast w 1980 wystąpił w finale indywidualnych mistrzostw Argentyny, zajmując XIII miejsce. Trzykrotnie zdobył medale indywidualnych mistrzostw Włoch: dwa złote (1986, 1988) oraz brązowy (2002). Pomiędzy 1986 a 2004 pięciokrotnie reprezentował barwy Włoch na olimpiadach szachowych, był również uczestnikiem drużynowego turnieju o Puchar Mitropa (1993). W 1997 zwyciężył w cyklicznym otwartym turnieju w Mar del Placie, natomiast w 2001 zajął I miejsce w kołowym turnieju w Mondariz.
Na swoim koncie posiada wypełnione wszystkie wymagane normy na tytuł arcymistrza, które zdobył podczas olimpiady w 1992 w Manili oraz na turnieju Malaga Open w Maladze w 2000 roku, jednakże dopóki jego ranking nie osiągnie min. 2500 punktów, tytuł arcymistrza nie zostanie mu przyznany (najwyższy ranking – 2480 punktów – osiągnął w latach 1986 i 1990).